# Фојтсберг
Фојтсберг град је у Аустрији, смештен у средишњем делу државе. Значајан је град у покрајини Штајерској, као седиште истоименог округа Фојтсберг.

## Природне одлике
Фојтсберг се налази у средишњем делу Аустрије, 230 км југозападно од главног града Беча. Главни град покрајине Штајерске, Грац, налази се 40 km источно од града.
Град Фојтсберг се сместио у долини реке Трегистбах. Изнад града се издижу Алпи. Надморска висина града је око 400 m.

## Становништво
Данас је Фојтсберг град са близу 10.000 становника. Последњих деценија број становника града стагнира.

## Партнерски градови
- San Martino Buon Albergo
- Кадаркут